# Грињано (Бергамо)
Грињано је насеље у Италији у округу Бергамо, региону Ломбардија.
Према процени из 2011. у насељу је живело 1703 становника. Насеље се налази на надморској висини од 197 м.